# D.C. United sub-23
El D.C. United sub-23 (en inglés, D.C. United U-23) fue un equipo de fútbol amateur de los Estados Unidos que militó en la USL Premier Development League, la cuarta liga de fútbol en importancia en el país.

## Historia
Fue fundado en el año 2011 en la ciudad de Washington D. C. como un equipo de la NPSL (quinta división) y es el equipo más viejo de las academias de fútbol en los Estados Unidos, aunque fue hasta el año 2013 que comenzó su participación de manera competitiva. Es el principal equipo filial del D.C. United de la MLS y participará por primera vez en la USL Premier Development League en la temporada 2015.

## Entrenadores
- Jaime Moreno (2011-)